# ميغيل نازاريت
ميغيل نازاريت (بالإسبانية: Miguel Nazarit Mina)‏ هو لاعب كرة قدم كولومبي في مركز الدفاع، ولد في 20 مايو 1997 في مدينة كالي في كولومبيا. لعب مع أونس كالداس وناشفيل إس سي.

## وصلات خارجية
- ميغيل نازاريت على موقع الدوري الأمريكي (الإنجليزية)
- ميغيل نازاريت على موقع قاعدة بيانات كرة القدم.إي يو (الإنجليزية)
- ميغيل نازاريت على موقع Soccerway.com (الإنجليزية)
- ميغيل نازاريت على موقع عالم كرة القدم.نت (الإنجليزية)